# Кубацкий, Виктор Львович
Ви́ктор Льво́вич Куба́цкий (6 [18] марта 1891, Москва — 16 октября 1970, Москва) — советский виолончелист, дирижёр, общественный деятель. Заслуженный артист Республики (1930).

## Биография и деятельность
Отец — Лев Станиславович (1862 г. р.) — родом из с. Люнды Новогрудской волости Липновского уезда Полоцкой губернии, работал гардеробщиком в камерном театре. Мать — из Архангельской губернии, была домохозяйкой. В семье было шестеро детей. Старший брат Витольд репрессирован 20 августа 1937 года. Младший брат актёр А. Л. Кубацкий. В 1916 г. окончил Музыкально-драматическое училище Московского филармонического общества по классу А. А. Брандукова. В 1914—1916 гг. и 1917—1921 гг. артист оркестра Большого театра (с 1915 г. концертмейстер группы виолончелей). В перерыве (в 1916—1917 гг.) в действующей армии в музыкантской команде Измайловского полка. В 1921—1935 гг. дирижёр, директор Оперной студии Большого театра, в 1928—1934 гг. заведующий музчастью Большого театра. В 1910-х годах (до 1917 г.) выступал в квартете Общества камерной музыки, Московском квартете, затем в фортепианном трио с Д. З. Карпиловским и И. А. Добровейном. В 1920—1931 гг. играл в Квартете им. Страдивариуса.
В 1919—1920 гг. активно участвовал в национализации старинных смычковых инструментов и стал одним из организаторов Госколлекции при Управлении академических театров (в комитет по её организации входили также А. В. Луначарский, директор Большого театра Е. К. Малиновская — жена П. П. Малиновского, скрипичный мастер Е. Ф. Витачек).
В. Л. Кубацкий выступал в ансамблях с пианистами А. Б. Гольденвейзером, К. Н. Игумновым, скрипачом Б. О. Сибором, в 1934 в Ленинграде впервые исполнил посвящённую ему виолончельную сонату Д. Д. Шостаковича (партию фортепиано исполнил автор). В 1936—1941 гг. дирижёр и солист Московской филармонии, с 1939 зам. художественного руководителя и дирижёр Государственного духового оркестра СССР.
Преподавал, в том числе по классу квартета в Московской консерватории (1930—1931 гг., с 1936 профессор) и ГМПИ имени Гнесиных (с 1949).
Подготовил к публикации произведения для виолончели П. И. Чайковского (вошли в тт. 30б и 55б Полного собрания сочинений, 1956), Сонату для виолончели и фортепиано Д. Д. Шостаковича в своей редакции (изд. в 1971), Документы о деятельности А. В. Луначарского в области развития советской музыки в 1920—1924 гг.. Автор статьи «Страницы истории оркестра Большого театра» (опубл. в 1976 г.).
Похоронен в Москве на Новодевичьем кладбище.